# Fauteuil club
Pour les articles homonymes, voir club.

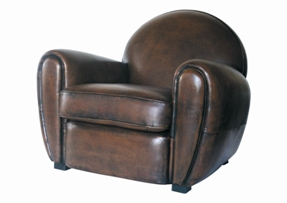
Fauteuil club rond.

Le fauteuil club est un fauteuil de cuir, large et profond. Apparu au début du XXe siècle, c'est un meuble français[réf. nécessaire] d'abord connu sous le nom de « fauteuil confortable » avant de prendre son nom actuel. Il est dit « confortable » en opposition au fauteuil « de style », plus droit et moins enveloppant.
La présence du terme « club » dans la dénomination est peut-être à mettre en rapport avec les gentlemen's clubs français et anglais existant dans les colonies.

## Caractéristiques

### Forme
La forme du fauteuil club a évolué au long du XXe siècle. 
Certains puristes ne donnent le nom de club qu'aux fauteuils dont les accotoirs sont en forme d'obus. Les fauteuils avec accotoirs plus droits ou plus irréguliers gardent le nom de fauteuil confortable.

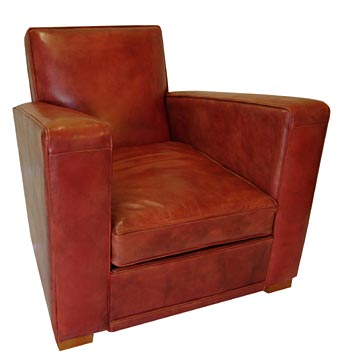
Fauteuil club carré style Art déco.

Avec une grande simplicité, l’époque Art déco a dessiné des fauteuils caractérisés par des lignes souples et épurées, par opposition à l’Art nouveau dès 1910.

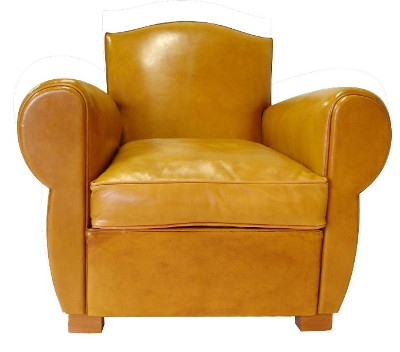
Fauteuil club à chapeau de gendarme.

Après la Deuxième Guerre mondiale sont apparues des dizaines de formes différentes. Certaines ont su résister au temps comme le « moustache » ou le « chapeau de gendarme », référence à la forme de leur dossier.
La forme ronde est devenue la silhouette référence du fauteuil club.

### Fabrication
Créateur, menuisier, mégissier, tapissier ou sellier garnisseur, coloriste sont les principaux corps de métiers nécessaires à la fabrication du fauteuil club.
Celui-ci est apparu au début du XXe siècle avec l’application d'une nouvelle technique de garniture : l’utilisation des ressorts biconiques, dans l'assise mais aussi dans le dossier et les accotoirs. À la souplesse du ressort s'ajoute un rembourrage en crin végétal.
Le progrès industriel a remplacé cette méthode de garnissage par des ressorts en S ou des sangles élastiques, accompagnées de mousse synthétique.

### Garnissage
Le revêtement a évolué selon les modes et les techniques industrielles : simili, velours, vachette ou bycast plus récemment. La peau de mouton (basane) reste la marque d’authenticité de ce fauteuil.
Cette peau de 90 g/cm2 environ, au tannage végétal, laisse apparaître, au travers de la teinte, les marques et les défauts de la peau qui rendent chaque fauteuil unique. De plus, la finesse du grain donne au fauteuil une patine particulière au fil du temps. Le cuir français jouissait d’une renommée internationale au XIXe siècle. La basane notamment, est un produit typiquement français dont la qualité ne fut égalée nulle part ailleurs.[réf. nécessaire]
Il faut entre six et huit basanes pour habiller un fauteuil. Elles se posent mouillées, tendues au maximum et se contractent en séchant.
La durée de vie d'un fauteuil club est de 40 ans environ[réf. nécessaire].